# Narragodes comminuta
Narragodes comminuta är en fjärilsart som beskrevs av Paul Dognin 1906. Narragodes comminuta ingår i släktet Narragodes och familjen mätare. Inga underarter finns listade i Catalogue of Life.